# Phaedrotes daunia
Phaedrotes daunia är en fjärilsart som beskrevs av Edwards 1871. Phaedrotes daunia ingår i släktet Phaedrotes och familjen juvelvingar. Inga underarter finns listade i Catalogue of Life.